# کلیسای جامع سنت پل

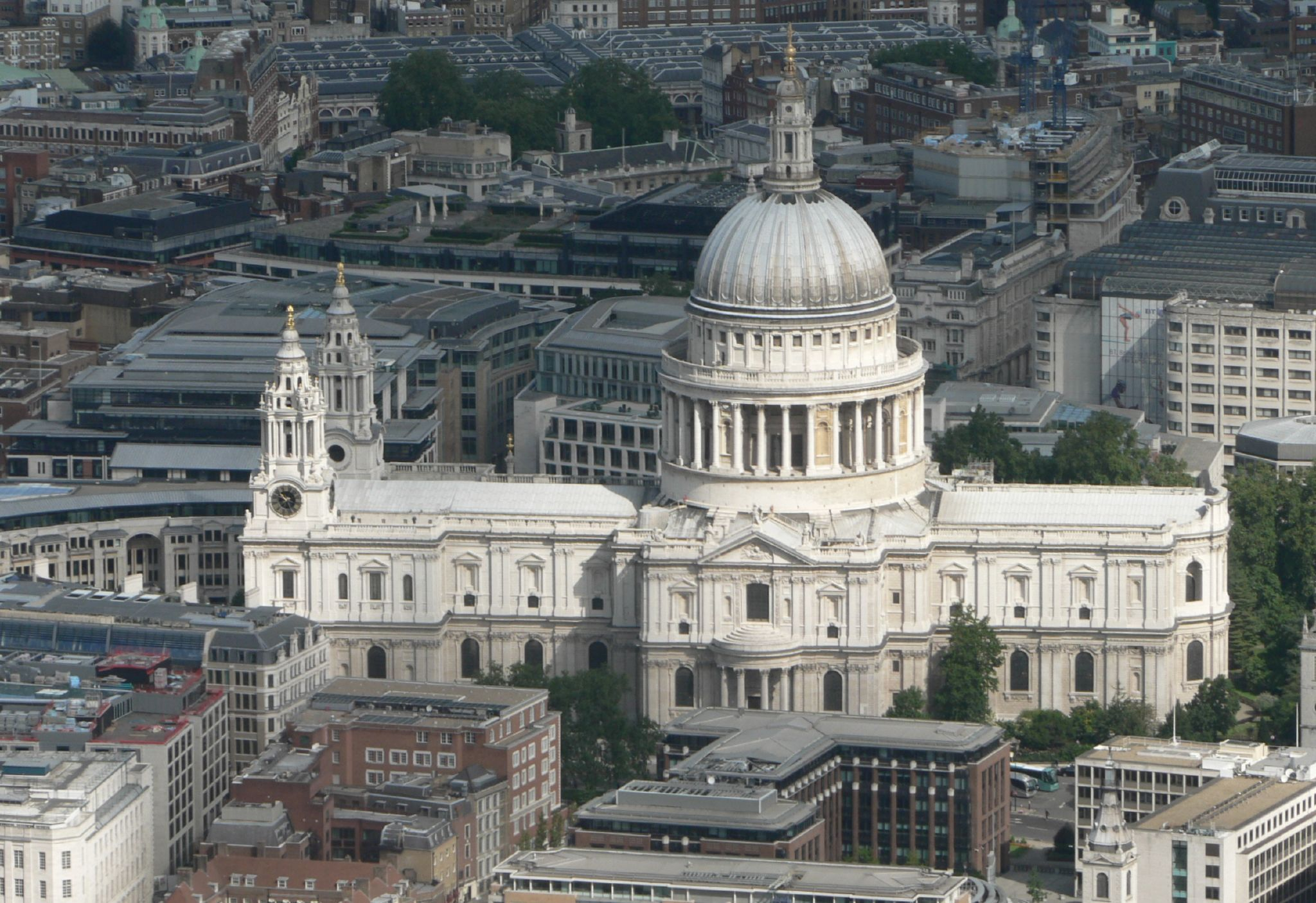
نمای هوایی از کلیسای سنت پل

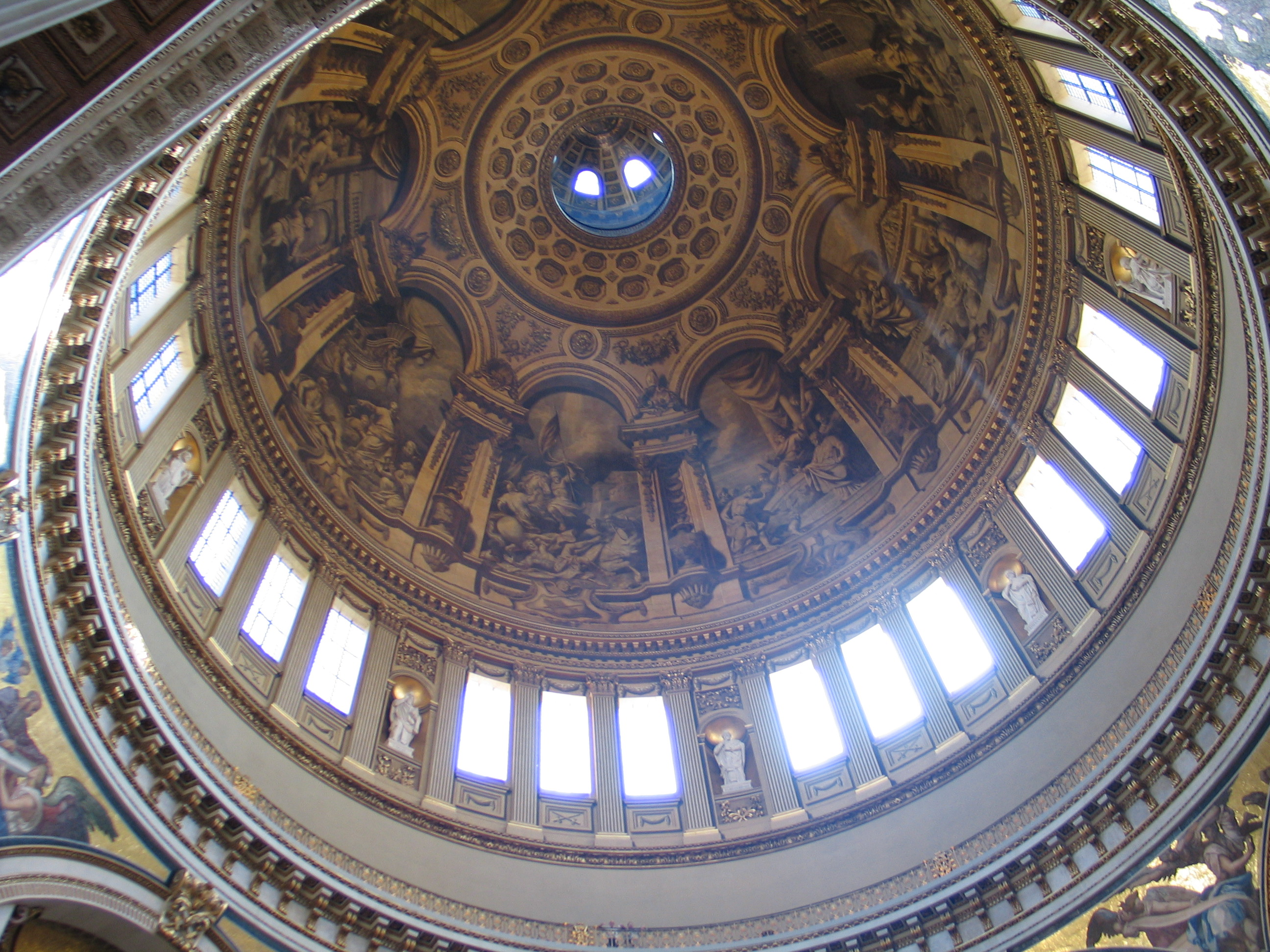
نمای درونی گنبد کلیسا

کلیسای جامع سنت پل (به انگلیسی: St Paul’s Cathedral) نام کلیسای بزرگ و مشهوری در لندن، پایتخت انگلستان است که به‌عنوان یکی از بناهای مشهور این شهر شناخته می‌شود. کار ساخت این کلیسا که در اواخر سدهٔ هفدهم توسط سر کریستوفر رن طراحی گردیده است در اوایل سدهٔ هجدهم در ۱۷۱۰ به پایان رسید تا جایگزینی برای دیگر کلیسایی باشد که در همین مکان قرار داشت و در پی آتش‌سوزی بزرگ لندن ویران گردید. کلیسای سنت پل در عین حال سومین کلیسای ساخته شده در همین مکان است.
کلیسای جامع سنت پل دارای گنبد بزرگی است که راهرویی معروف به «تالار زمزمه» به طول ۳۲ متر در گرداگرد درونی گنبد آن کشیده شده و مشهور است که اگر کسی نزدیک به دیوار این راهرو زمزمه نماید فرد دیگری که در نزدیکی دیوار و در سوی دیگر آن قرار دارد صدای او را می‌شنود.
گور بسیاری از افراد سرشناس از جمله لرد نلسون، دوک ولینگتون و خود کریستوفر رن نیز در این کلیسا قرار دارد.

## نگارخانه

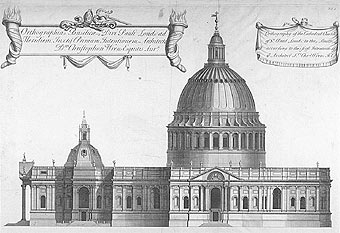
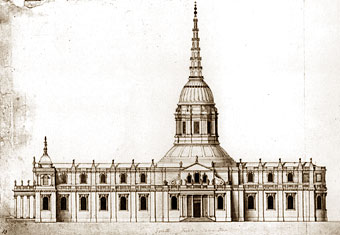
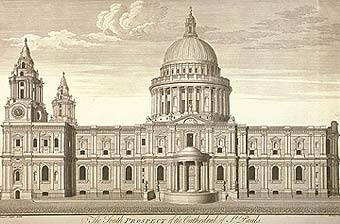
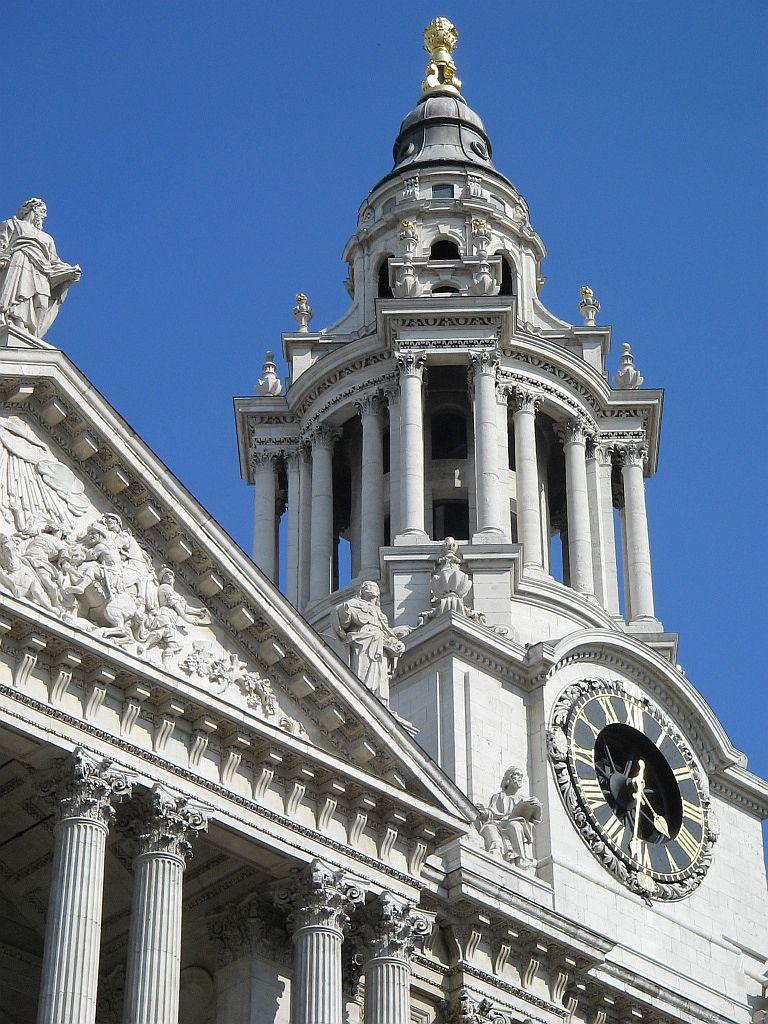

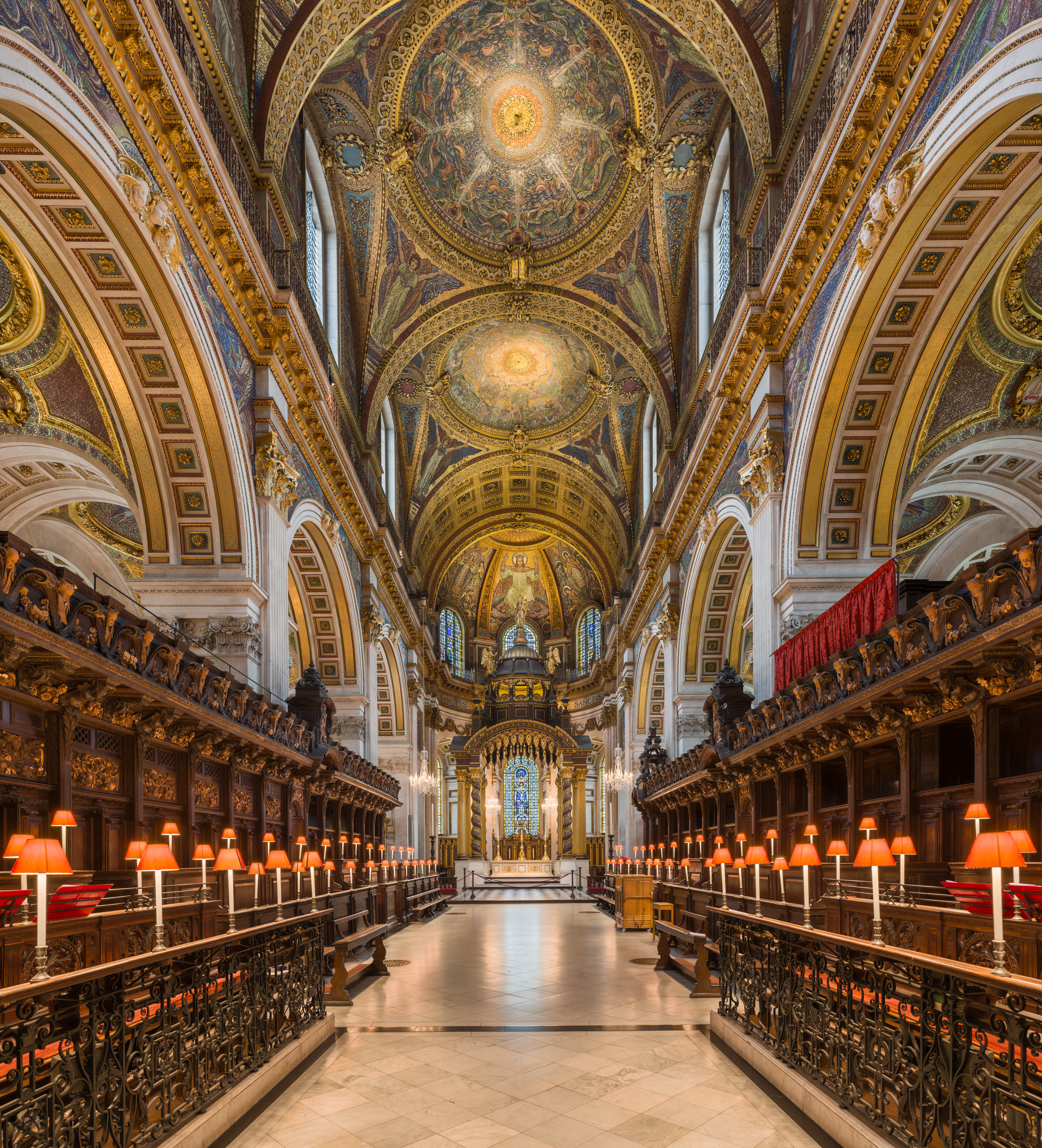
نمای داخل
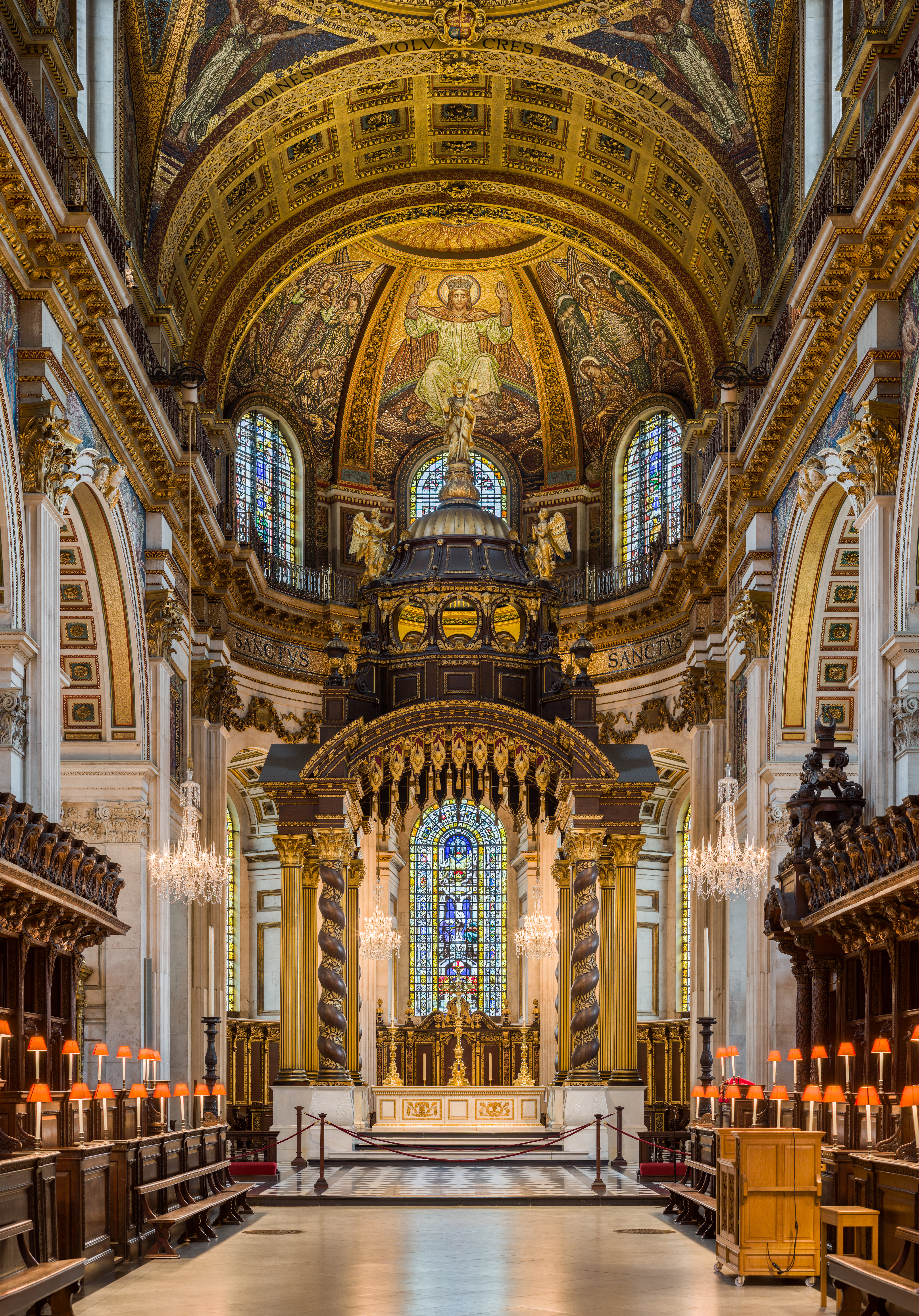
نمای داخل
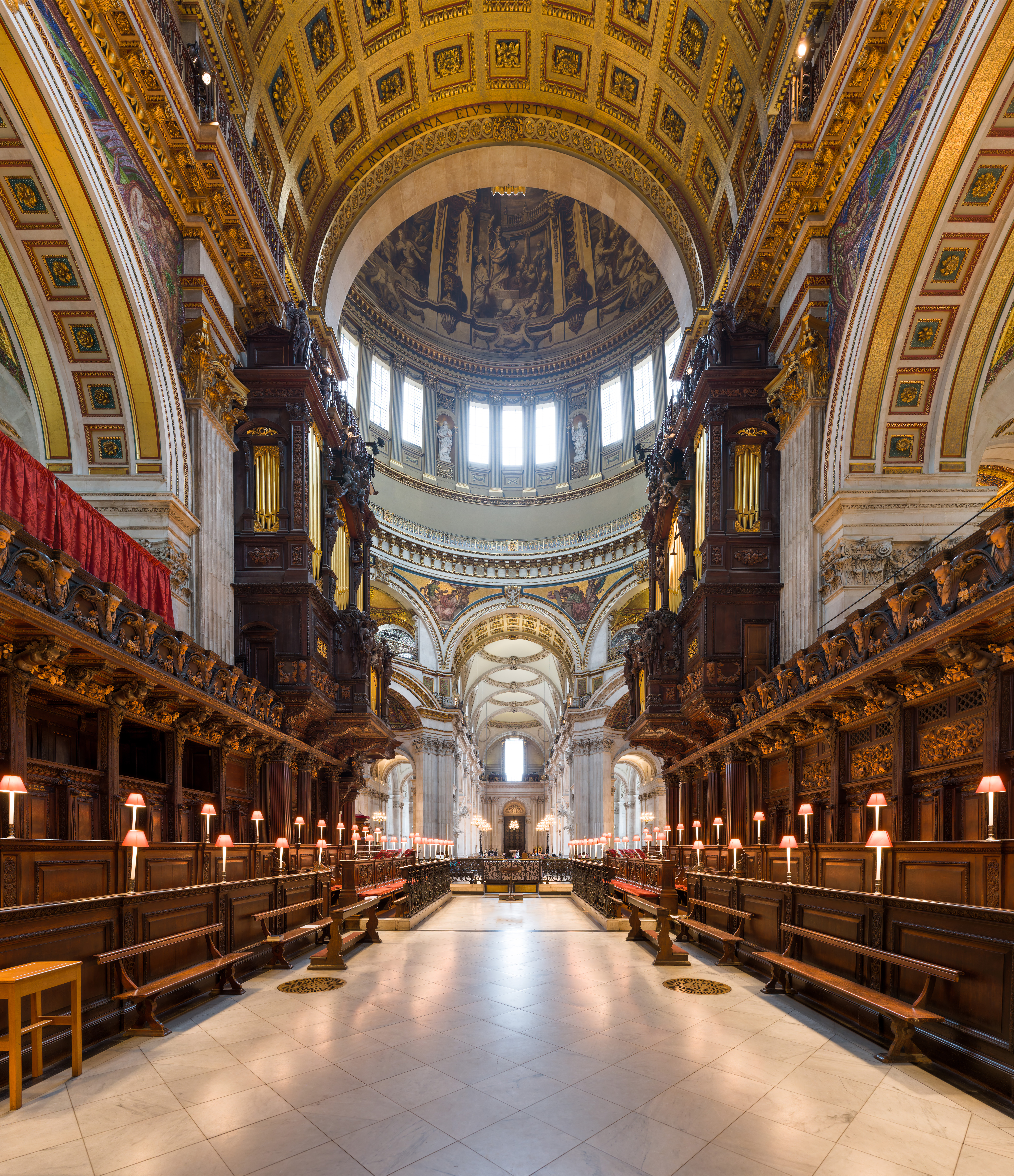
نمای داخل
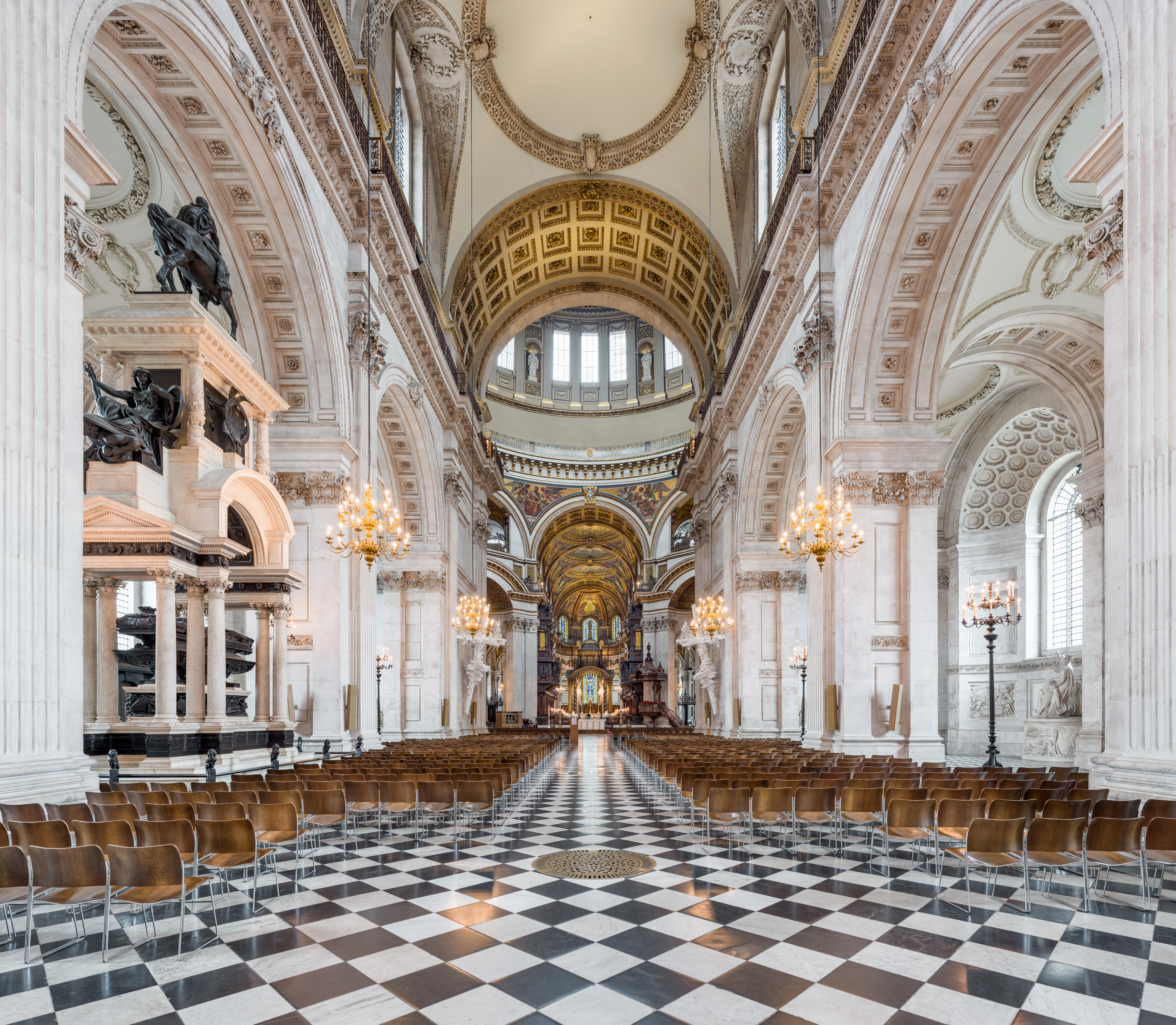
نمای داخل
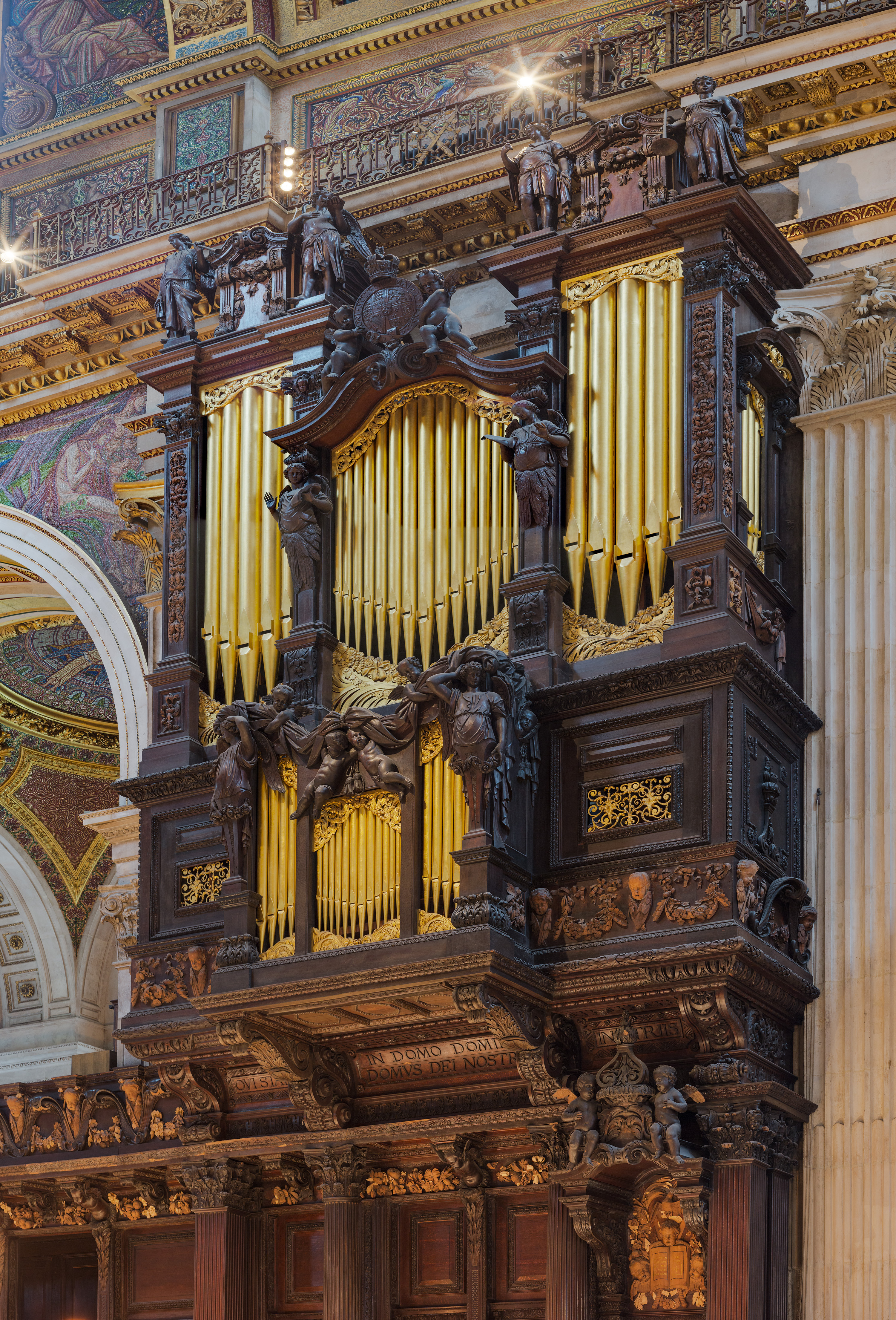
نمای داخل
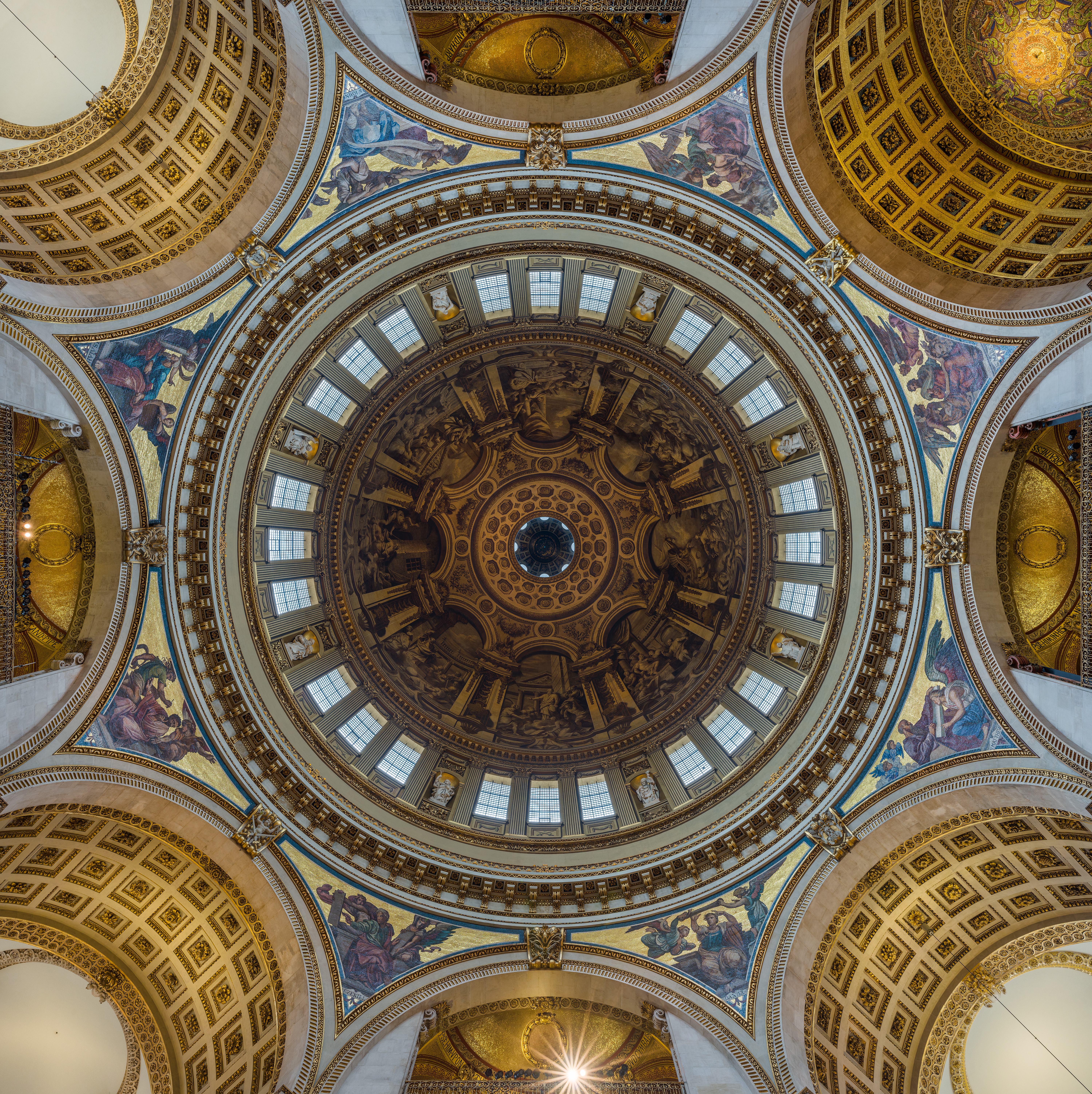
زیر گنبد
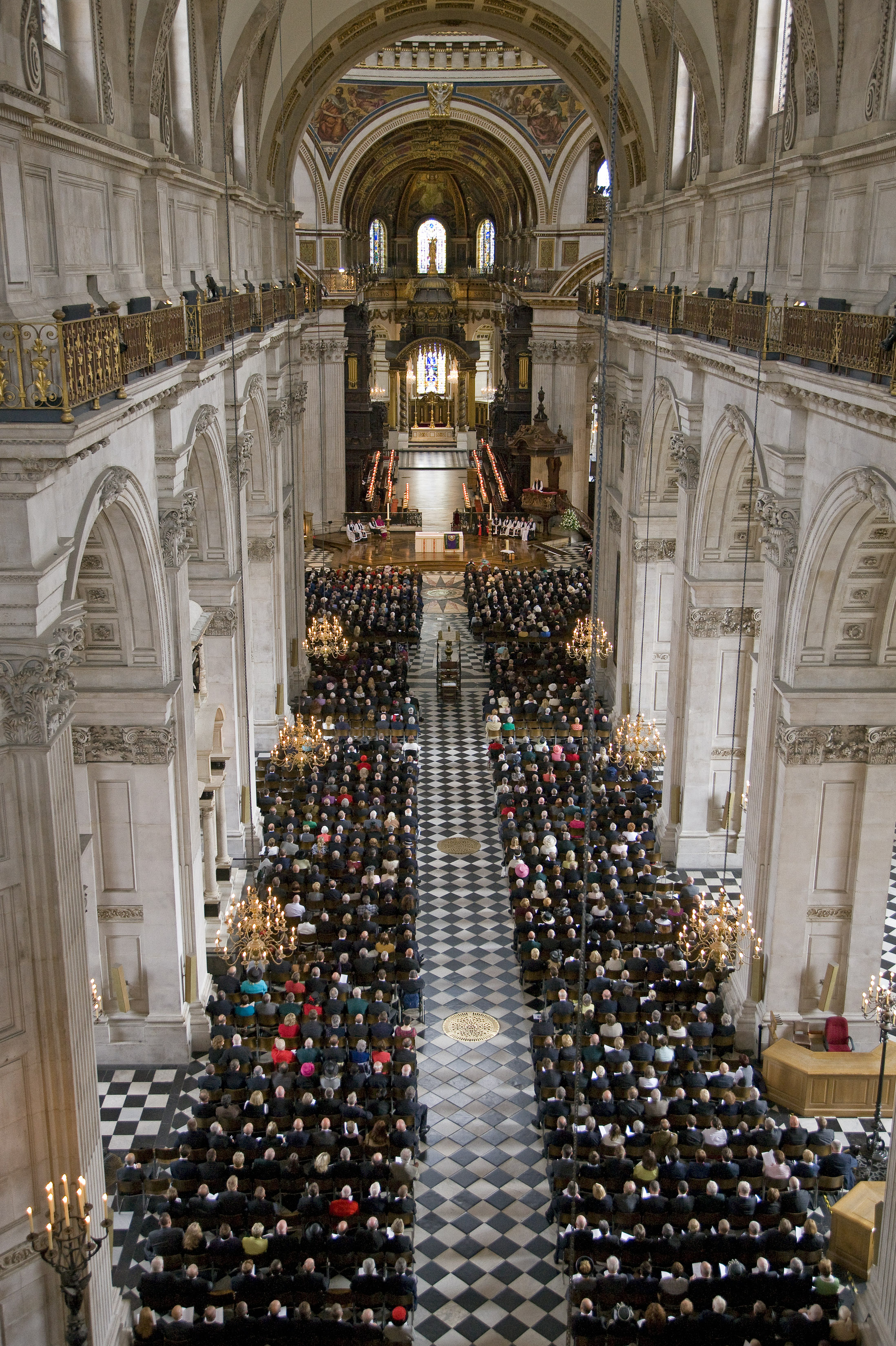
همایش مسیحیان
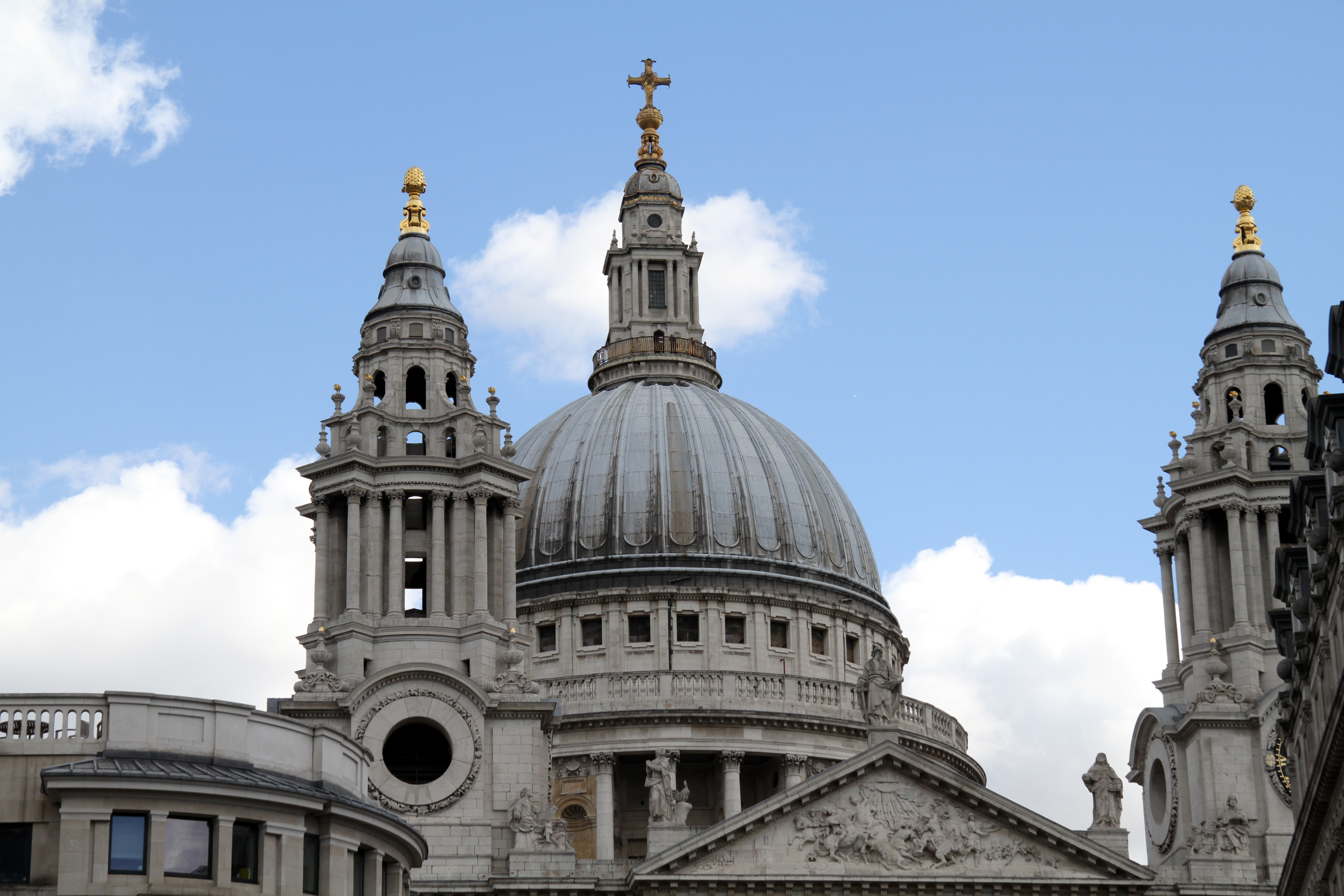
نمای بیرون
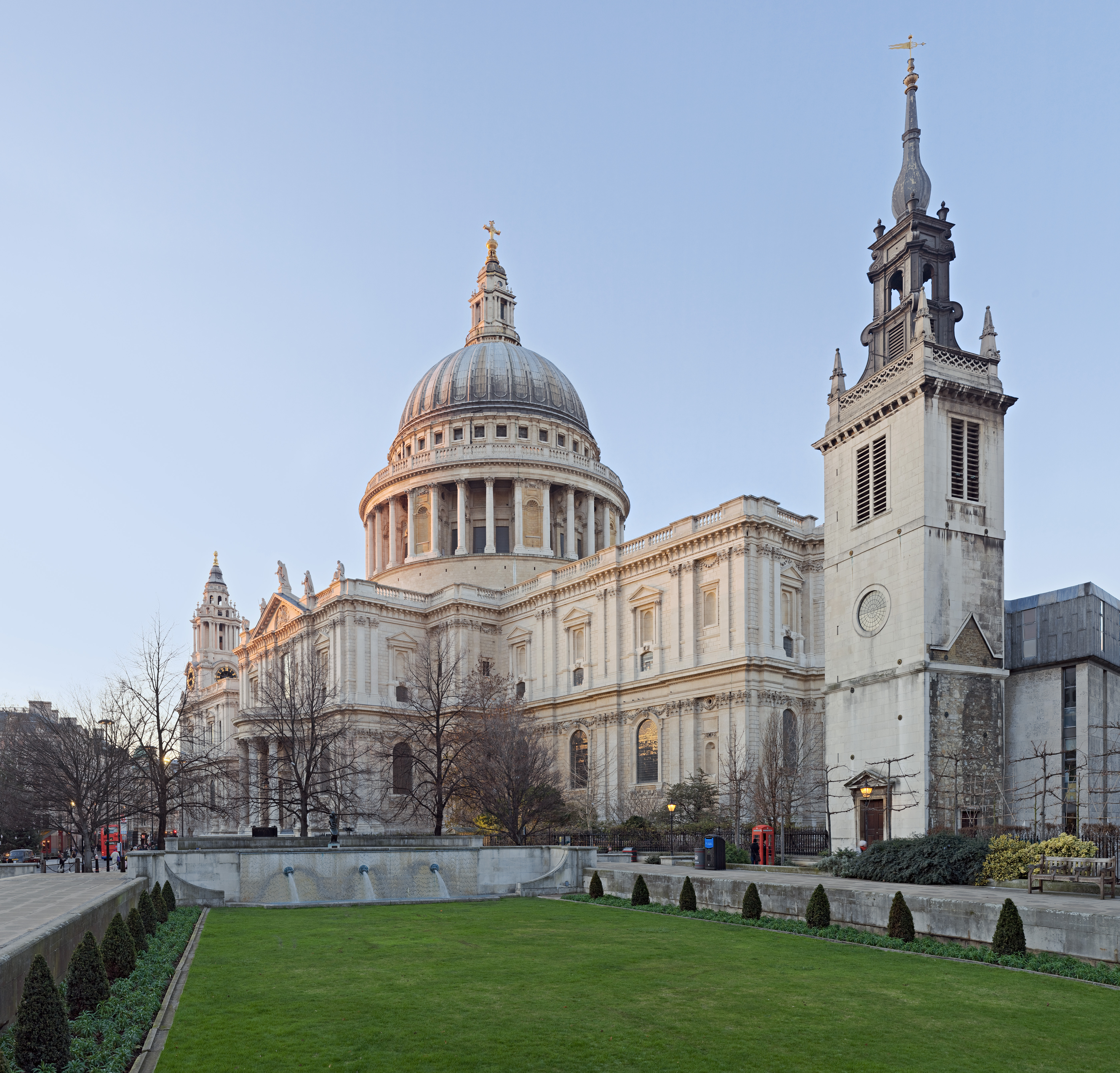
نمای بیرون